# Wiechers-Sport
Wiechers-Sport ist ein privates deutsches Motorsportteam aus Nienburg an der Weser. Teambesitzer ist Wolfgang Kruse, Teammanager ist Dominik Greiner. Das dem Sportteam zugrunde liegende Geschäftsunternehmen ist ein führender europäischer Hersteller von Überrollkäfigen.

## Geschichte
Das Wiechers-Sport Rennsport-Team wurde 1999 gegründet. Dirk Adorf nahm im ersten Jahr für Wiechers-Sport mit einem Opel Astra G an der Deutschen Tourenwagen-Challenge teil und erreichte den achten Meisterschaftsplatz. In der Klasse DTC-Light holte sich Thomas Schiemann in einem BMW 320i E36 die Vizemeisterschaft. 2000 wurde Adorf Sechster in der Meisterschaft und Schiemann, der nun in der höchsten Klasse fuhr, wurde 13. Statt des E36 wurde nun ein E46 eingesetzt. 2001 wurde Schiemann Technischer Direktor des Teams. Für ihn rückte Michael Gerhardt nach und belegte gleich Meisterschaftsrang elf. Dirk Adorf schaffte auf dem Nürburgring seine einzige Podestplatzierung und wurde am Ende der Saison nur 17. 2002 wurden der Opel Astra und der BMW E46 gegen zwei neue E46 ersetzt. Dirk Adorf wechselte in die V8-Star, wurde aber weiterhin von Wiechers-Sport unterstützt. Er erreichte den achten Meisterschaftsplatz. In der DTC wurde Thomas Winkelhock sein Nachfolger. In seiner ersten Saison für das Team wurde er gleich Vizemeister. Auch Michael Gerhardt schnitt mit einem vierten Meisterschaftsplatz gut ab. In der Saison 2003 siegte Winkelhock auf dem Salzburgring und in Oschersleben. Die Meisterschaft schloss Winkelhock auf Platz fünf und Gerhardt auf Platz sechs ab. Dirk Adorf nahm mit Unterstützung von Wiechers-Sport an der V8-Star und in der BFGoodrich Langstreckenmeisterschaft teil. 2004 trat Wiechers-Sport auch beim 24-Stunden-Rennen auf dem Nürburgring und beim Guia Race in Macao an. Es war die letzte Saison, die Wiechers-Sport in der DMSB-Produktionswagen-Meisterschaft bestritt.

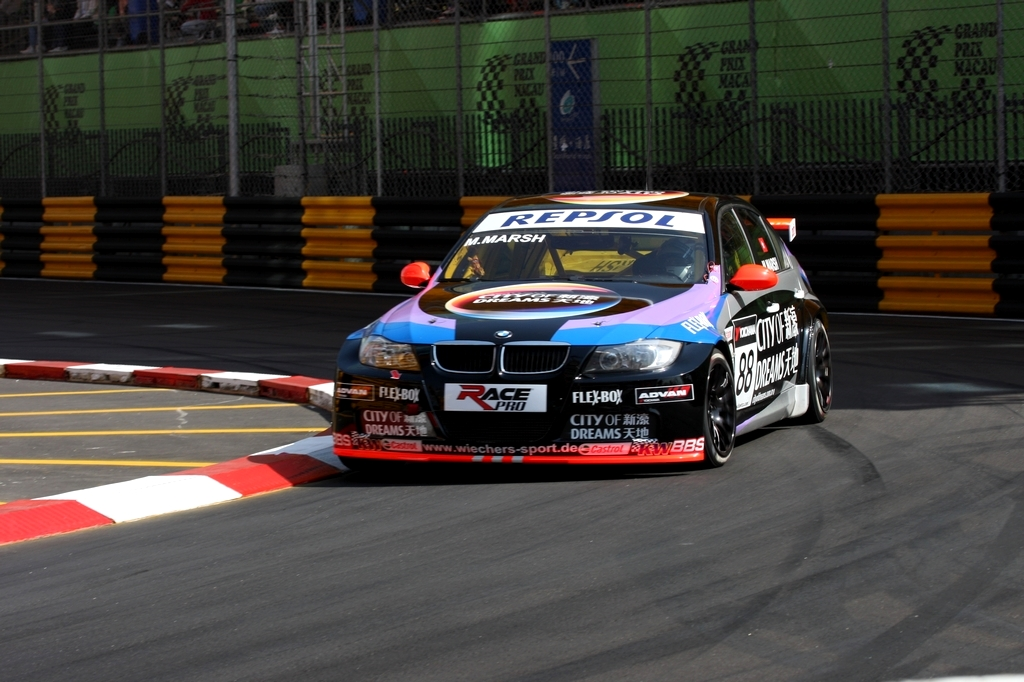
Wiechers-BMW von Matthew Marsh in Macao 2008

2005 stieg Wiechers-Sport mit einem BMW 320i E46, der von Marc Hennerici pilotiert wurde, in die Tourenwagen-Weltmeisterschaft ein. Hennerici gewann am Ende der Saison die Privatfahrermeisterschaft. 2006 bestritt Diego Romanini eine volle Saison für Wiechers-Sport. Es wurde nun auch ein zweites Fahrzeug eingesetzt, das anfangs Emmet O’Brien und später Oscar Hidalgo und Jan Vonka steuerten. Allerdings blieb das Team in dieser Saison erfolglos, da die Fahrer meistens nur am Ende des Feldes fuhren. 2007 setzte Wiechers-Sport nun einen BMW 320si ein, der von Stefano d’Aste gefahren wurde. D'Aste gewann die Privatfahrerwertung. In der Saison 2008 nahmen Olivier Tielemans, Takayuki Aoki, Laurent Cazenave, Duncan Huisman, Kristian Poulsen und Matthew Marsh auf Wiechers-BMWs an der WTCC teil. Beim Saisonauftakt in Curitiba erzielte Tielemans mit Platz acht einen Weltmeisterschaftspunkt. Beim Saisonabschluss in Macao gelang Marsh dies ebenfalls. Zur Saison 2009 kehrte Stefano d’Aste zu Wiechers-Sport zurück. Bei den Weltmeisterschaftsläufen in Pau nahm Cazenave auf einem zweiten Fahrzeug teil.
2010 fährt Mehdi Bennani für Wiechers-Sport.